# (9486) Utemorrah
(9486) Utemorrah (6130 P-L) – planetoida z pasa głównego asteroid okrążająca Słońce w ciągu 3,81 lat w średniej odległości 2,44 j.a. Odkryta 24 września 1960 roku.